# Zambia
Cộng hòa Zambia (tiếng Việt: Cộng hòa Dăm-bi-a; tiếng Anh: Republic of Zambia) là một quốc gia Cộng Hòa nằm ở miền Nam châu Phi. Các nước láng giềng của Zambia bao gồm Cộng hòa Dân chủ Congo ở phía bắc, Tanzania ở đông bắc, Malawi ở phía đông, Mozambique, Zimbabwe, Botswana, Namibia ở phía nam và Angola ở phía tây. Thủ đô của Zambia là Lusaka, một thành phố nằm ở Đông Nam đất nước. Hầu hết dân số Zambia đều tập trung ở Lusaka và Vành Đồng ở đông bắc.
Ban đầu là nơi sinh sống của các dân tộc Khoisan, khu vực này đã bị ảnh hưởng bởi sự mở rộng của người Bantu vào thế kỷ thứ mười ba. Theo chân các nhà thám hiểm châu Âu vào thế kỷ thứ mười tám, người Anh đã đô hộ khu vực này thành các khu bảo hộ của Anh gồm Barotziland-Rhodesia Tây Bắc và Rhodesia Đông Bắc vào cuối thế kỷ XIX. Các khu vực này được hợp nhất vào năm 1911 để tạo thành Bắc Rhodesia. Trong phần lớn thời kỳ thuộc địa, Zambia được quản lý bởi một chính quyền được bổ nhiệm từ London với sự cố vấn của Công ty Nam Phi của Anh.
Vào ngày 24 tháng 10 năm 1964, Zambia độc lập khỏi Vương quốc Anh và thủ tướng Kenneth Kaunda trở thành tổng thống nhậm chức.

## Lịch sử
Phần lãnh thổ tạo thành Zambia ngày nay là vùng định cư của người Pygmy và người Bantu, bị phân chia thành những địa hạt tù trưởng cho đến khi người châu Âu đặt chân đến đây.
Từ thế kỷ XV, người Balunda thành lập quốc gia Lunda hùng mạnh bao gồm lãnh thổ Angola, Congo, Zambia và một phần Cộng hoà Dân chủ Congo ngày nay. Cuối thế kỷ XVIII, quốc gia Lunda bị suy yếu do sự thâm nhập các thương gia buôn bán nô lệ, quyền lực của quốc vương Lunda giảm sút nên một loạt các vương quốc nhỏ đã hình thành. Khoảng năm 1835, người Sotho lập một vương quốc riêng. Sau các cuộc thám hiểm của David Livingstone (1853-1873) và việc khám phá ra các mỏ vàng ở đây. Đến năm 1889, Cecil Rhodes, nhà triệu phú người Anh được Hoàng gia Anh trao quyền buôn bán và khai thác mỏ vùng lãnh thổ thuộc Zambia, Zimbabwe, Malawi ngày nay. Đầu thế kỷ XX, Cecil Rhodes ký một hiệp ước với quốc vương người Sotho và lập thuộc riêng với tên là Rhodesia Bắc. Năm 1924, Vương quốc Anh kiểm soát vùng Rhodesia Bắc (Zambia), Rhodesia Nam (Zimbabwe) và Nyasaland (Malawi) giao cho toàn quyền Anh cai trị.
Năm 1937 tại các khu mỏ có gần 4 vạn lao động người Phi làm việc, công nhân đã thành lập công đoàn và đây là tổ chức tiền thân của Đại hội dân tộc Phi Rhodesia Bắc (NRANC). Năm 1952, nhà giáo Kenneth Kaunda trở thành Tổng thư ký NRANC. Năm 1953, do bất đồng nội bộ, ông Kenneth Kaunda tách ra lập Đại hội dân tộc Phi Zambia (ANCZ) chủ trương đấu tranh giành độc lập. Cũng trong năm 1953, Anh thành 1ập Liên bang Trung Phi gồm Bắc, Nam Rhodesia và vùng Nyassaland. Năm 1959, Đại hội dân tộc Phi (ANCZ) bị cấm hoạt động và ông Kenneth Kaunda bị vào tù. Năm 1960, ông Kenneth Kaunda được trả tự do và đã phối hợp với những người cộng sự thành lập Đảng Độc lập Dân tộc thống nhất (UNIP) do ông làm Chủ tịch. Năm 1963, chính phủ Anh buộc phải chấp nhận yêu sách của các phong trào độc lập dân tộc, giải tán Liên bang Trung Phi (gồm Rhodesia Bắc, Rhodesia Nam và Nyasaland).
Tháng 10 năm 1964, Đảng Độc lập Dân tộc thống nhất (UNIP) giành thắng lợi trong cuộc tổng tuyển cử, ông Kenneth Kaunda lên làm Tổng thống, tuyên bố Rhodesia Bắc độc lập, lấy tên là nước Cộng hoà Zambia ngày 24 tháng 10 năm 1964. Từ năm 1972, Kaunda thiết lập thể chế độc đảng. Làn sóng phản đối chế độ ngày càng gia tăng buộc Tổng thống Kenneth Kaunda chấp nhận thể chế đa đảng từ năm 1990.
Năm 1991, cựu Chủ tịch Liên hiệp các nghiệp đoàn Zambia, Frederick Chiluba đắc cử Tổng thống. Trước tình hình khủng hoảng kinh tế, Chiluba đã ban hành chính sách khắc khổ.
Điều này đã gây nên nhiều cuộc nổi dậy. Tuy nhiên, Chiluba vẫn tái đắc cử năm 1996. Trục đường sắt nối liền Lusaka với Dar es-Salaam (Tanzania) được Trung Quốc giúp đỡ và hoàn thành năm 1975. Trục lộ này giúp cho việc lưu thông từ Zambia ra vùng Ấn Độ Dương mà không phải băng ngang qua Zimbabwe.
Tháng 1 năm 2002, tại Zambia đã tiến hành bầu cử Quốc hội và Tổng thống với 11 ứng cử viên vào chức vụ Tổng thống. Ông Levy Mwanawasa, ứng cử viên của Phong trào dân chủ đa đảng MMD-Đảng cầm quyền - trở thành Tổng thống kế nhiệm ông F. Chiluba. Do cái chết bất ngờ của ông Mwanawasa, Zambia đã tiến hành bầu cử sớm vào tháng 10 năm 2008 và ông Banda đã trúng cử với hơn 40% số phiếu bầu. Tình hình Zambia hiện nay nói chung ổn định.

## Chính trị
Zambia theo chế độ Cộng hoà Tổng thống. Tổng thống là người đứng đầu nhà nước cũng đồng thời là người đứng đầu chính phủ. Tổng thống được bầu theo phổ thông đầu phiếu, nhiệm kì 5 năm, có thể kéo dài hai nhiệm kì.
Cơ quan lập pháp là quốc hội gồm 150 thành viên, được bầu theo phổ thông đầu phiếu, nhiệm kì 5 năm.
Cơ quan tư pháp là Tòa án Tối cao, các thẩm phán do Tổng thống bổ nhiệm.
Hiện nay ở Zambia có các chính đảng:
- Phong trào Dân chủ đa đảng (MMD) Đảng cầm quyền
- Đảng thống nhất vì sự phát triển quốc gia (UPND) United Party for National Development
- Đảng Phong trào Dân chủ đa đảng (MMD) Movement for Multiparty Democracy
- Đảng độc lập Dân tộc thống nhất (UNIP) Đảng đối lập
- Đảng đa chủng tộc (MRP)
- Liên minh Dân chủ quốc gia (NADA)

### Đối ngoại
Từ trước đến nay, Zambia luôn theo đuổi chính sách không liên kết, dân tộc chủ nghĩa, cân bằng quan hệ với các nước lớn, kiên quyết chống chủ nghĩa phân biệt chủng tộc, ủng hộ các phong trào giải phóng dân tộc nhưng chủ trương dùng biện pháp hoà bình đối thoại. Zambia là thành viên của Liên minh châu Phi (AU-trước đây là OUA), Liên Hợp Quốc, Phong trào không liên kết, Cộng đồng Phát triển miền Nam châu Phi (SADC), Khối thịnh vượng chung Anh, WTO, IMF, G15…
Zambia tích cực tham gia tìm giải pháp về vấn đề nợ nước ngoài, hợp tác kinh tế, xung đột khu vực… đặc biệt Zambia đã làm trung gian đưa đến ký kết Nghị định thư Lusaka (tháng 11 năm 1994) giữa Chính phủ Angola và UNITA. Zambia ủng hộ thành lập lực lượng gìn giữ hoà bình ở châu Phi cũng như xu thế hoà bình, ổn định, hợp tác phát triển trong khu vực và trên thế giới.
Chính sách đối ngoại của Zambia là tăng cường hợp tác với các nước, trước hết là các nước châu Phi trong Cộng đồng phát triển miền Nam châu Phi (SADC), đẩy mạnh hợp tác với EU, Canada, Mỹ, chú trọng quan hệ với các nước châu Á trong đó có Trung Quốc, Việt Nam.

## Địa lý
Zambia nằm ở khu vực Nam Phi, Bắc giáp Cộng hòa Dân chủ Congo, đông bắc giáp Tanzania, Đông giáp Malawi, Đông Nam giáp Mozambique, Nam giáp Zimbabwe và Namibia, Tây giáp Angola. Phần lớn lãnh thổ là cao nguyên tương đối bằng phẳng, độ cao trung bình 900-1.500 m, bị cắt ngang bởi các vùng lưu vực sông Zambezi, sông Luangwa và sông Kafue. Ở phía đông, dãy Muchinga (l.840 m) tạo nên phần chủ yếu của địa hình.

## Kinh tế

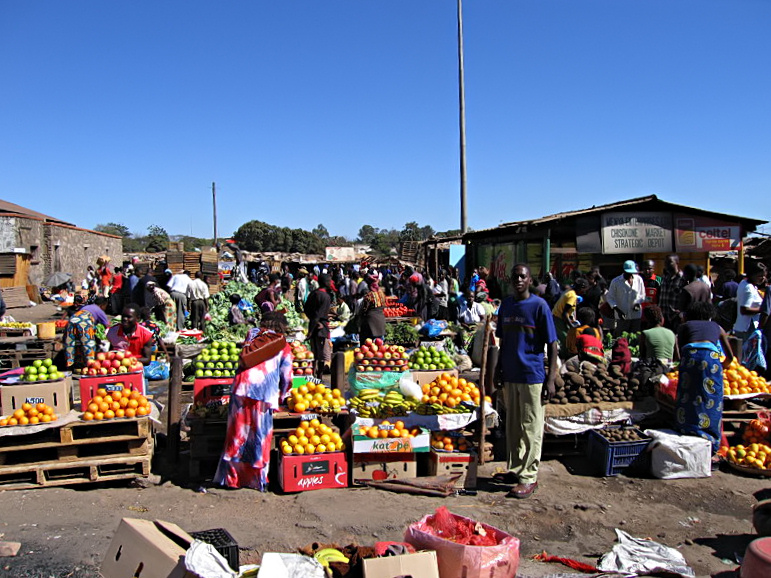
Chợ Chisokone ở Kitwe.

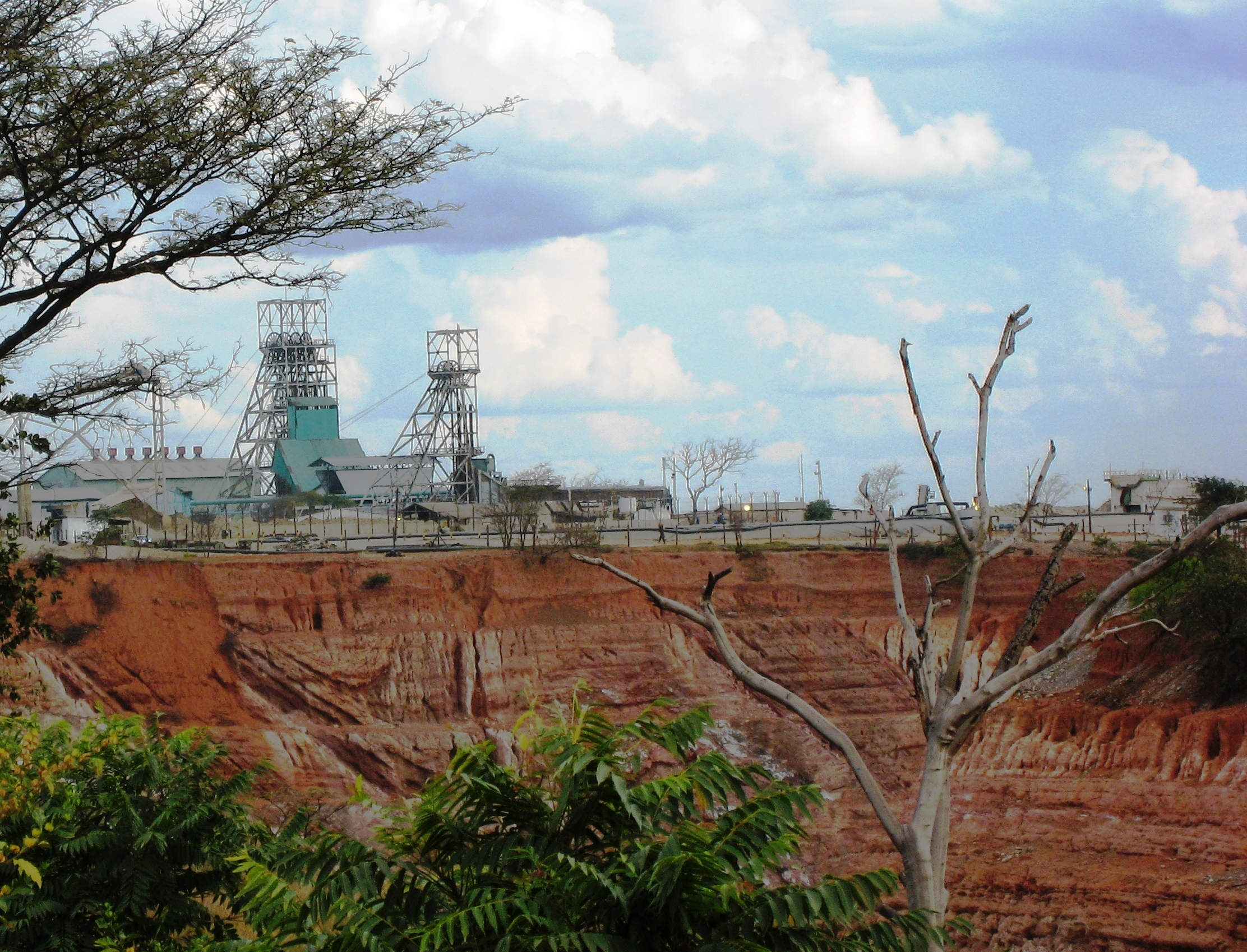
Mỏ đồng Nkana, mỏ đồng lớn nhất Zambia.

Zambia là nước có nền kinh tế nông nghiệp lạc hậu, công nghiệp khai khoáng không đáng kể mặc dầu có nhiều tài nguyên thiên nhiên.
Nông nghiệp có hiệu suất thấp: ngành chăn nuôi bò trên các đồng cỏ, các loại cây lương thực (ngô, sắn, khoai lang, cây hướng dương, lúa miến) chỉ chiếm 7% diện tích đất đai. Thuốc lá là mặt hàng nông sản xuất khẩu duy nhất.
Sản xuất năng lượng thủy điện dồi dào (đập Kariba trên sông Zambezi), xuất khẩu một phần sang Zimbabwe. Ngành công nghiệp khai thác mỏ (đồng, một vài kim loại hiếm, coban, kẽm) phát triển ở vành đai Copper Belt ở Bắc.
Kinh tế đất nước lâm vào tình trạng suy thoái cho đến năm 1999. Tình hình kinh tế được khôi phục với mức tăng trưởng đạt gần 4.7%, nhưng nạn lạm phát gia tăng mạnh, khoảng 50% lực lượng lao động thất nghiệp trong năm 2001.
Zambia có nhiều tài nguyên thiên nhiên, đặc biệt đồng (trữ lượng 1 tỉ tấn, chiếm 90% thu nhập ngoại tệ xuất khẩu). Zambia có còn có kẽm, coban, vàng, uranium, chì v.v... Những năm 1980, giá đồng trên thị trường giảm nên đã tác động tiêu cực đến nền kinh tế. Zambia không có đường ra biển nên có khó khăn trong xuất nhập khẩu hàng hóa. Công nghiệp khai khoáng và du lịch Zambia khá phát triển; trong nông nghiệp ngành chăn nuôi gia súc, trồng bông, rau quả tương đối phát triển, tuy nhiên hiện nay Zambia còn phải nhập khẩu máy móc, dầu khí và lương thực, nhất là gạo. Zambia nhập hàng của Nam Phi (47,3%), UAE (10,4%), Zimbabwe 5,7%, Na Uy (4%) (năm 2006).
- GDP chính thức: 12,44 tỷ USD (2009)
- GDP bình quân: 1.050 USD (2009)
- Tăng trưởng 6,2% (2009)
- Nhập khẩu 4,138 tỷ USD (2009)
- Xuất khẩu 4,388 tỷ USD (2009)
- Nợ nước ngoài 3,313 tỷ USD (2009)

Trước đây, Zambia xây dựng nền kinh tế theo mô hình tập trung, kế hoạch hoá, chú trọng công nghiệp. Nền nông nghiệp bị trì trệ, các ngành chăn nuôi, trồng trọt không phát triển. Sau khi giá đồng nội tệ giảm, thu nhập sút kém, kinh tế lâm vào khó khăn, khủng hoảng.
Từ năm 1990, WB và IMF đã thúc ép Zambia cải cách cơ cấu kinh tế, tư nhân hoá các cơ sở kinh tế, chú trọng phát triển nông nghiệp. Năm 2005, IMF và WB đã xoá 502 triệu USD trong tổng số gần 7.2 tỉ USD tiền nợ của Zambia.
Tháng 10 năm 1991, Tổng thống Chiluba thực hiện nền kinh tế thị trường, tư nhân hoá các nhà máy, xí nghiệp, xoá bỏ các mô hình Hợp Tác Xã nông nghiệp trước đây, tranh thủ vốn, đầu tư, kỹ thuật của các nước phương Tây, WB, IMF để khôi phục kinh tế. Zambia đã tư nhân hoá 130 xí nghiệp quốc doanh, thông qua Luật đầu tư và Luật bảo hộ đầu tư rất thông thoáng nên thu hút được vốn đầu tư từ nhiều nước đồng thời tạo điều kiện cho khu vực kinh tế tư nhân góp phần quan trọng vào quá trình khôi phục và phát triển kinh tế.
Từ năm 2000, Zambia được Mỹ đưa vào danh sách các nước được hưởng ưu đãi từ Đạo luật Cơ hội và Tăng trưởng châu Phi (AGOA). Theo đó, nhiều mặt hàng của Zambia, đặc biệt là hàng dệt may xuất khẩu sang Mỹ được hưởng mức thuế ưu đãi ở mức 0%.
Năm 2008, tổng sản phẩm quốc nội của Zambia đạt 15,23 tỷ USD, đạt mức tăng trưởng 6,2% so với năm 2007. Và GDP bình quân đầu người đạt 1301 USD/người/năm. Tỷ lệ lạm phát được kiềm chế ở mức 11,8%. Tuy nhiên tỷ lệ thất nghiệp vẫn ở mức cao là khoảng 50%.
Về ngoại thương, năm 2008, Zambia xuất khẩu 5,63 tỷ USD hàng hoá trong đó các sản phẩm xuất khẩu chính là đồng/côban (64%), côban, điện, sợi thuốc lá, hoa, bông. Các đối tác xuất khẩu là Tanzania (14,1%), Nam Phi (13,2%), Trung Quốc (9,1%), Nhật Bản (7,9%), Thái Lan (7,9%), Thụy Sĩ (7,3%), Bỉ (6,7%), Malaysia (4%).
Năm 2008, Zambia nhập khẩu khoảng 4,42 tỷ USD các loại hàng hoá như máy móc, thiết bị vận tải, sản phẩm dầu, điện, phân bón, thực phẩm, dệt may. Các đối tác mà Zambia chủ yếu nhập khẩu hàng hoá là: Nam Phi (50,3%), Zimbabwe (13,2%), Các Tiểu vương quốc Ả Rập thống nhất (5,3%).

## Nhân khẩu
Dân số hiện nay của Zambia là 11,86 triệu người. Trong đó người châu Phi và người gốc châu Á thuộc 73 bộ tộc chiếm 98,7%,người gốc châu Âu chiếm 1.1%, các dân tộc khác 0.2%. Ngôn ngữ chính thức là tiếng Anh, ngoài ra còn 5 thứ tiếng khác như tiếng Bantu, tiếng Hindi v.v...

## Tôn giáo
Zambia là chính thức một quốc gia Kitô giáo theo hiến pháp năm 1996, nhưng cũng có nhiều truyền thống tôn giáo tồn tại.
Giáo phái Kitô giáo bao gồm: Trưởng Lão, Công giáo Rôma, Anh giáo, Phong trào Ngũ Tuần, Tin Lành, Giáo hội Cơ Đốc Phục Lâm, Nhân chứng Jehovah, Giáo hội Các Thánh hữu Ngày sau của Chúa Giêsu Kitô, và một loạt các giáo phái Tin Lành khác.
Giáo hội Công giáo Rôma ở Zambia có khoảng 3 triệu người trong nước - khoảng một phần tư dân số. Có mười giáo phận, hai tổng giáo phận.
Anh giáo là giáo phái Tin Lành lớn nhất cả nước. Ngày nay, có ít nhất 600.000 người Anh giáo, 15 giáo xứ, 250 chi hội và khoảng 400 linh mục Anh giáo ở Zambia.
Khoảng 1% dân số là người Hồi giáo, hầu hết sống ở khu vực đô thị. Mặc dù Zambia chính thức là một nước Kitô giáo nhưng việc tự do tôn giáo được đảm bảo và người Hồi giáo nói chung được chấp nhận trong xã hội. Ngoài ra còn có một cộng đồng nhỏ người Do Thái, chủ yếu là Ashkenazis. Tôn giáo Bahá'í ở Zambia có hơn 160.000 thành viên, hay 1,5% dân số.

## Giáo dục - Y tế
Giáo dục: Chương trình giáo dục miễn phí (học sinh phải trả tiền sách vở). Khoảng 100% số học sinh học xong bậc tiểu học và 1/4 số đó học lên trung học. Zambia có hai trường đại học, bốn trường sư phạm và 14 trường kĩ thuật-dạy nghề.
Y tế: Chăm sóc y tế khá đầy đủ. Cả nước có 12 bệnh viện lớn và hơn 60 trung tâm y tế nhỏ, phần lớn đều ở đô thị. Tại Zambia, người ta sử dụng cả y học hiện đại lẫn cổ truyền trong việc chữa trị. Những bệnh nhân không có khả năng chi trả được điều trị miễn phí. Tình trạng thiếu dinh dưỡng, mất vệ sinh và các bệnh tật do đói nghèo gây ra khá phổ biến.